# Джордано, Анна
Джордано, Анна (англ. Anna Giordano) (р. в Мессине, Сицилия) — итальянская защитница природы. Лидер сицилийского Всемирного фонда дикой природы, удостоена премии Голдманов (1998).
Джордано — профессиональный орнитолог, доктор естественных наук, наиболее известна своей работой по защите диких птиц и борьбой против строительства моста через Мессинский пролив, которое, по её мнению, нанесет непоправимый вред животным и окружающей среде.

## Биография
В возрасте шести лет Джордано вступила в LIPU (Итальянскую Лигу защиты птиц). В 1981 году, когда ей было 15, Анна стала свидетелем традиционного отстрела браконьерами птиц, перелетающих пролив между Сицилией и материковой Италией. По преданию, мужчина, не убивший хотя бы одного осоеда над проливом, станет в этот год рогоносцем. Ежегодно обрядовая охота приводила к гибели тысяч птиц, среди которых были ласточки, иволги и аисты. В тот день Джордано поклялась себе покончить с этим.
Как правило, несмотря на существование соответствующих законов, браконьеры никогда не подвергались судебному преследованию. В начале 1980-х Джордано объединила вокруг себя добровольцев для предотвращения незаконной охоты и ежегодного мониторинга птиц. Сначала её не воспринимали всерьез, но позже противостояние охотникам вызвало открытую враждебность по отношению к Джордано. В 1986 году её машина была подожжена бутылками с зажигательной смесью, затем был взломан её дом, а она получила мертвого сокола с запиской: «Твоя отвага дорого тебе обойдется». После того, как группа волонтёров Джордано подверглась обстрелу, местные власти предложили ей свою помощь.

### Защита птиц
По данным наблюдений команды Джордано, в 1984 году, когда они только начали свою работу, в регионе насчитывалось 3100 хищных птиц и аистов, и было зафиксировано 1100 случаев браконьерства, в 2000 году — чуть менее 35000 хищников и аистов и 5 случаев незаконной охоты.
Работа Анны Джордано привела к снижению числа ежегодно незаконно истребляемых птиц в Сицилии с пяти тысяч до нескольких сотен.